# Желязи-Броково
Желязи-Броково (пол. Żelazy-Brokowo) — село в Польщі, у гміні Анджеєво Островського повіту Мазовецького воєводства.
Населення — 51 особа (2011).
У 1975-1998 роках село належало до Ломжинського воєводства.

## Демографія
Демографічна структура станом на 31 березня 2011 року:
|          | Загалом | Допрацездатний вік | Працездатний вік | Постпрацездатний вік |
| -------- | ------- | ------------------ | ---------------- | -------------------- |
| Чоловіки | 24      | 5                  | 15               | 4                    |
| Жінки    | 27      | 6                  | 8                | 13                   |
| Разом    | 51      | 11                 | 23               | 17                   |